# Liga de Diamante de 2021
A Liga de Diamante de 2021, também conhecida como 2021 Wanda Diamond League por razões de patrocínio, é a duodécima temporada da série anual de encontros de atletismo em pistas exteriores, organizadas pela World Athletics. A temporada de 2021 aumentou para 32 as disciplinas Diamante das 24 originalmente planeadas para a Liga de Diamante de 2020. A final utilizará um novo formato que terá lugar durante dois dias, do 8 a 9 de setembro, num encontro final, o Weltklasse Zürich, quando se tinha planeado para ser introduzido em 2020, mas foi cancelado devido à pandemia de COVID-19.
Introduzir-se-á um novo prêmio para os "Atletas com Melhor Desempenho" que reconhecerá a dez atletas (cinco homens e cinco mulheres) por posições consistentes nos primeiros postos. Outorgar-se-ão US$ 50 000 a um atleta na cada um dos sprints, barreiras, corridas de distância, saltos e lançamentos.

## Programa
As seguintes catorze encontros estão programados para ser incluídos na temporada de 2021.
| Leg | Data            | Encontro                                | Estádio                            | Cidade    | País           | Acontecimentos (H+M) |
| --- | --------------- | --------------------------------------- | ---------------------------------- | --------- | -------------- | -------------------- |
| 1   | 23 de maio      | Grande Prêmio de Müller Gateshead       | Estádio Internacional de Gateshead | Gateshead | Reino Unido    | 7 + 7 = 14           |
| 2   | 28 de maio      | Une Diamante de Doha                    | Estádio Suheim bin Hamad           | Doha      | Catar          | 7 + 7 = 14           |
| 3   | 10 de junho     | Gala de ouro - Pietro Mennea            | Estádio Luigi Ridolfi              | Florença  | Itália         | 7 + 7 = 14           |
| 4   | 1 de julho      | Jogos de Bislett                        | Estádio Bislett                    | Oslo      | Noruega        | 7 + 6 = 13           |
| 5   | 4 de julho      | BAUHAUS-galan                           | Estádio Olímpico de Estocolmo      | Estocolmo | Suécia         | 7 + 7 = 14           |
| 6   | 9 de julho      | Herculis EBS                            | Estádio Luis II                    | Mônaco    | Mónaco         | 7 + 7 = 14           |
| 7   | 13 de julho     | Grande Prêmio da Grã-Bretanha de Müller | Estádio internacional de Gateshead | Gateshead | Reino Unido    | 7 + 7 = 14           |
| 8   | 14 de agosto    | Diamond League Shanghai                 | Estádio de Shanghai                | Shanghai  | China          | 7 + 8 = 15           |
| 9   | 21 de agosto    | Prefontaine Classic                     | Hayward Field                      | Eugene    | Estados Unidos | 7 + 7 = 14           |
| 10  | 22 de agosto    | Liga Diamante Shenzhen                  | TBD                                | Shenzhen  | China          | 7 + 7 = 14           |
| 11  | 26 de agosto    | Athletissima                            | Stade Olympique de Pontaise        | Lausana   | Suíça          | 7 + 7 = 14           |
| 12  | 28 de agosto    | Meeting de Paris                        | Estádio Charléty                   | Paris     | França         | 7 + 7 = 14           |
| 13  | 3 de setembro   | Allianz Memorial Van Damme              | Estádio Rei Balduino               | Bruxelas  | Bélgica        | 7 + 7 = 14           |
| 14  | 8-9 de setembro | Weltklasse Zürich                       | Letzigrund                         | Zürich    | Suíça          | 16 + 16 = 32         |

Os "Bislett Games" em Oslo estavam programados originalmente para ser o quarto encontro a 10 de junho, no entanto, a 10 de abril atrasou-se até uma data indeterminada (mais tarde programada para a 1 de julho). a 16 de abril cancelou-se o primeiro encontro do calendário em Rabat, e se reintrodujo o Grande Prêmio da Grã-Bretanha em Gateshead para ocupar seu lugar na mesma data. Ademais, a Golden Gala transladou-se de Roma a Florença, atrasando-se até 10 de junho. a 7 de maio, UK Athletics anunciou que os Jogos Aniversário transladar-se-ão do Estádio de Londres devido aos custos prohibitivos de reutilizar o estádio apenas para o encontro. a 27 de maio, confirmou-se que os Jogos do Aniversário transladar-se-iam a Gateshead e mudariam seu nome a Grande Prêmio da Grã-Bretanha de Müller.